# Paradrymonia barbata
Paradrymonia barbata är en tvåhjärtbladig växtart som beskrevs av Feuillet och L.E. Skog. Paradrymonia barbata ingår i släktet Paradrymonia och familjen Gesneriaceae. Inga underarter finns listade i Catalogue of Life.